# Tallmadge (Ohio)
Tallmadge ist eine City im Summit County und im Portage County in Ohio, Vereinigte Staaten. Das U.S. Census Bureau ermittelte bei der Volkszählung 2020 eine Einwohnerzahl von 18.394.
Es ist ein Vorort von Akron und statistisch Teil des Akron-Metropolbereichs. Tallmadge wurde 1807 gegründet und ist die zweitälteste Stadt im Summit County, nach Hudson, die 1799 gegründet wurde.
Benannt ist der Ort nach Benjamin Tallmadge, einem Oberst der Kontinentalarmee und Abgeordneten im Repräsentantenhaus der Vereinigten Staaten.